# Edmund Percival Hillary
Edmund Percival Hillary, Sir, KGr, ONZ, KBE (Auckland, Nova Zelanda, 1919 - Auckland, 2008) fou un explorador, pilot i alpinista neozelandès, considerat el primer occidental que pujà a l'Everest: aconseguí arribar al cim, de 8.848 metres, el 29 de maig de 1953, acompanyat pel xerpa Tenzing Norgay.

## Primers anys
Hillary va néixer el 20 de juliol de 1919 a la ciutat neozelandesa d'Auckland, sent fill de Percival Augustus Hillary i Gertrude Clark. La seva família va anar a viure a Tuakau, al sud d'Auckland, l'any 1920, després que al seu pare, periodista de professió, li assignessin 3,2 hectàrees de terra allà com a soldat retornat. Els seus avis foren colons del nord de Wairoa des de mitjans de segle xix, després d'emigrar de Yorkshire (Anglaterra). Hillary tenia una germana (June, nascuda el 1917) i un germà (Rex, nascut el 1920). Als 16 anys, en ocasió d'un viatge escolar a Ruapehu, se li va despertar la seva vocació per l'escalada. Durant la Segona Guerra Mundial va servir com a oficial de navegació a la Reial Força Aèria de Nova Zelanda. Professionalment es dedicava a l'apicultura, però tenia molta experiència com a muntanyer i escalador.

## Expedicions
El 1951 va participar en l'expedició neozelandesa a l'Everest, que no aconseguí arribar al cim i el 1952 en l'expedició britànica al Cho Oyu.

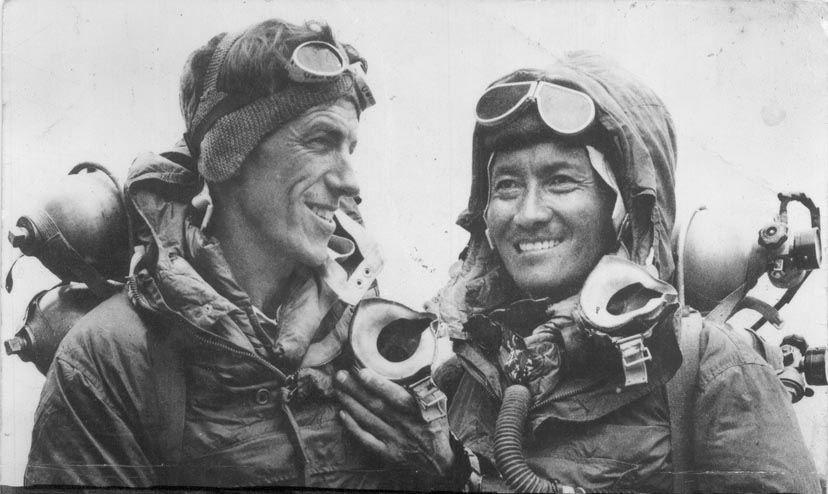
Hillary i Tenzing a la tornada del cim de l'Everest

El 1953 fou escollit pel coronel Sir John Hunt per participar en l'expedició britànica a l'Everest. L'expedició de Hunt sumava més de 400 persones, inclosos 362 traginers, 20 guies xerpa i 4.500 kg d'equipatge. El membre més jove de l'expedició era George Band. L'11 d'abril, l'expedició va arribar al camp base, situat a 5.456 metres d'altitud. Des d'allà, Edmund Hillary va continuar l'ascensió juntament amb el xerpa Tenzing Norgay, fins que a les 11:30 del matí del 29 de maig de 1953 assoliren el cim de l'Everest; foren els primers de la història a aconseguir-ho.
Els anys 1957-1958 Hillary participà en l'Expedició Trans-Antàrtida de la Commonwealth que, dirigida pel doctor Fuchs, va arribar al pol Sud el 3 de gener de 1958. Posteriorment, va arribar al pol Nord, convertint-se en la primera persona a assolir els dos pols i el cim de l’Everest.
Del setembre de 1960 al juny de 1961 Hillary realitzà una expedició científica per l'Himàlaia, durant la que ascendí per primera vegada l'Ama Dablam (6.867 m), però fracassaren intentant el Makalu (8.515 m). També van fer fer importants estudis sobre l'aclimatació en alçada.
A partir de la dècada dels 70 va posar en marxa l'Himalayan Trust, un programa d'ajuda als habitants de les muntanyes del Nepal, construint escoles i hospitals que el govern de Nova Zelanda va ajudar a finançar. També va influir en la creació del Parc Nacional de l'Everest, i de 1984 a 1989 va ser Alt Comissionat de Nova Zelanda a l'Índia.
Hillary fou autor del llibre High adventure (1955).

## Vida personal

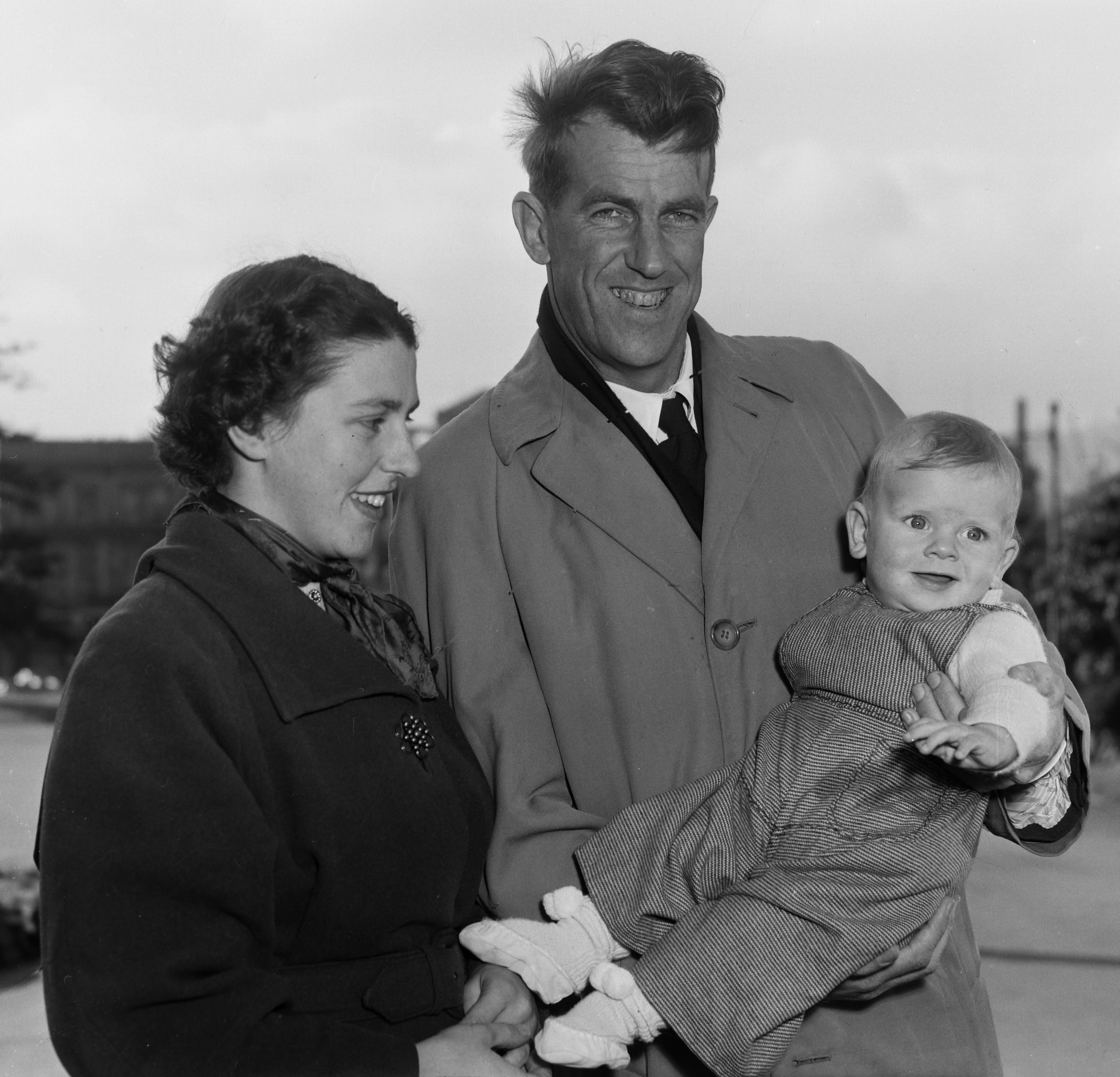
Hillary amb la seva primera dona, Louise, i el seu fill Peter, 1955

Hillary es va casar amb Louise Mary Rose el 3 de setembre de 1953, poc després de l'ascens a l'Everest. Van tenir tres fills: Peter (nascut el 1954), Sarah (nascut el 1956) i Belinda (1959-1975). El 31 de març de 1975, mentre es dirigia a reunir-se amb Hillary al poble de Phaphlu, on estava ajudant a construir un hospital, Louise i Belinda van morir en un accident d'avió prop de l'aeroport de Katmandú. El 1989 es va casar amb June Mulgrew, la vídua del seu amic Peter Mulgrew, mort en l'accident del vol 901 d'Air New Zealand el 1979.
El 1953 fou nomenat Sir i el 2003 ciutadà honorari del Nepal. Hillary es va dedicar també a la millora de les condicions de vida dels xerpes i a la defensa de la natura.
Morí l'11 de gener de 2008 a la seva ciutat natal, Auckland.

## Distincions rebudes
El 6 de juny de 1953, Hillary va ser nomenat Cavaller Comandant de l'Orde de l'Imperi Britànic, i aquell mateix any va rebre la Medalla de la Coronació de la Reina Elisabet II. El 6 de febrer de 1987, va ser la quarta persona en formar part de l'Orde de Nova Zelanda. També va rebre la Medalla polar el 1958 per la seva participació en l'expedició transantàrtica organitzada per la Commonwealth; va entrar el 1960 en l'Orde del Mèrit Esportiu francès, en grau de comandant; en l'Orde de Gorkha Dakshina Bahu del Regne de Nepal, el 1953; i la Medalla de la Coronació el 1975.
El 22 d'abril de 1995, Hillary va ser nomenat Cavaller de la Molt Honorable Orde de la Lligacama. El 17 de juny de 2004, Hillary was premiat amb la Creu de l'Orde del Mèrit de Polònia, en grau de comandant. El govern de l'Índia va conferir-li la Padma Vibhushan -la segona condecoració civil més important del país- de manera pòstuma, el 2008.

## Obra publicada

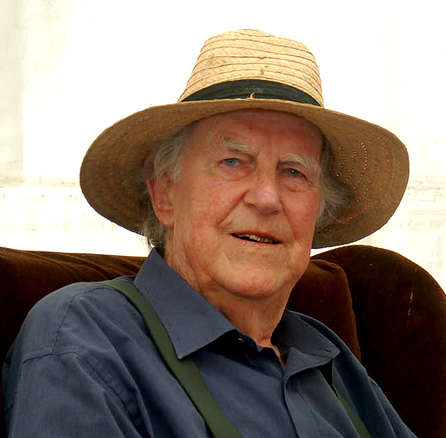
c. 2006

- High Adventure (en anglès).  Oxford University Press, 2003. ISBN 978-0-19-516734-4.
- Lowe, George. East of Everest: An Account of the New Zealand Alpine Club Himalayan Expedition to the Barun Valley in 1954 (en anglès).  Dutton, 1956.
- No Latitude for Error (en anglès).  Hodder & Stoughton, 1961.
- The New Zealand Antarctic Expedition (en anglès).  R.W. Stiles, printers, 1958.
- Fuchs, Sir Vivian. The Crossing of Antarctica: The Commonwealth Trans-Antarctic Expedition, 1955-1958 (en anglès).  Greenwood Press, 1968.
- High in the thin cold air (en anglès).  Hodder and Stoughton, 1963.
- Schoolhouse in the Clouds (en anglès).  Penguin, 1968.
- Nothing Venture, Nothing Win (en anglès).  Royal New Zealand Foundation of the Blind, 2007.
- From the Ocean to the Sky (en anglès).  Royal New Zealand Foundation of the Blind, 2009.
- Hillary, Peter. Two Generations (en anglès).  Royal New Zealand Foundation of the Blind, 2014.
- View from the Summit: The Remarkable Memoir by the First Person to Conquer Everest (en anglès).  Simon and Schuster, 2000-05. ISBN 978-0-7434-0067-1.